# Fresia Escobar
Fresia Escobar Morales (Rengo, 1892-Santiago, 31 de marzo de 1949) fue una profesora de idioma español y política chilena. Ejerció como regidora y alcaldesa de la comuna de La Granja y fue una de las primeras mujeres que ejerció cargos de elección popular en Chile.

## Familia
Nació en 1892, hija de Ricardo Escobar y Margarita Morales. Fue hermana de Ema Escobar, madre del expresidente de Chile Ricardo Lagos.
Contrajo matrimonio civil, tardíamente, con el juez Carlos Roberto González, fijando residencia en una casa-quinta de la comuna de La Granja, Santiago. Se recibió de profesora de la Universidad de Chile en 1914.

## Vida pública
Con una vida ligada a la educación, Fresia Escobar llegó a ser inspectora general del Liceo Nª 5 de Santiago. Con una intensa vida social y activa participación cívica, se interesó en la política ingresando a las filas del Partido Radical, actividad que en aquella época reservada a los hombres, propugnando el derecho al sufragio femenino. También fue fundadora y directora del Consejo Nacional de Mujeres en 1919.
Tras asentarse en La Granja ingresó a trabajar al liceo de esa comuna y participó como voluntaria en la Cruz Roja. En las elecciones municipales de abril de 1944 fue elegida regidora de la comuna de La Granja, siendo la única representante del Partido Radical.
En 1947, y apoyada por el Centro Radical Femenino de Santiago, fue elegida alcaldesa de La Granja. Sin embargo, su muerte dejó inconcluso su mandato, que finalizaba en 1950.

## Asesinato
A finales de 1948, Escobar sufrió amenazas de muerte por parte de su marido, Carlos González, por lo que se trasladó a vivir a la casa de su hermana Ema en Ñuñoa. El 31 de marzo de 1949, su cónyuge apareció en dependencias de la municipalidad de La Granja, exigiendo hablar con ella, quien estaba en el segundo piso. Cuando Fresia Escobar se asomó, González le disparó tres balazos desde la primera planta, tras lo cual la alcaldesa rodó por las escaleras y quedó gravemente herida. Luego de matarla, González se suicidó de un balazo en la boca. Escobar fue llevada al Hospital Barros Luco, pero llegó fallecida al recinto.